# Éster fosfato

Estrutura química geral de um éster fosfato.

Um éster fosfato ou organofosfato (alguma vezes abreviado como OP) é o nome geral para ésteres do ácido fosfórico. Ésteres fosfatos são provavelmente os mais difundidos dos composto orgânicos contendo fósforo. Muitos dos mais importantes compostos bioquímicos são ésteres fosfatos, incluindo o DNA e RNA assim como muitos cofatores que são essenciais à vida.
Alguns ésteres fosfatos são a base de inseticidas, herbicidas e gases de ação nervosa. A EPA lista estes ésteres fosfatos como altamente tóxicos para abelhas, vida selvagem e humanos. Recentes estudos sugerem uma possível ligação a efeitos adversos no desenvolvimento neurocomportamental de fetos e crianças, mesmo em níveis muito baixos de exposição. Ésteres fosfatos são largamente usados como solventes, plastificantes e aditivos para extrema pressão.